# حميد أحمد
حميد أحمد الحمادي مواليد 7 فبراير 1988، لاعب كرة قدم إماراتي يجيد اللعب في الوسط .
لعب سابقاً لأندية الشارقة والنصر والفجيرة والجزيرة وعاد إلى نادي الفجيرة عام 2018 و بعدها لعب مع نادي الحمرية ونادي مصفوت والنادي العربي.

## روابط خارجية
- حميد أحمد على موقع قاعدة بيانات كرة القدم.إي يو (الإنجليزية)
- حميد أحمد على موقع Soccerway.com (الإنجليزية)